# Illa Hawkesbury
L'illa Hawkesbury és una illa de la costa de la província canadenca de la Colúmbia Britànica. Es troba al canal de Douglas, un dels fiords més importants de la costa de la Colúmbia Britànica. L'illa fa 43 quilòmetres de llargada i té una amplada d'entre 3 i 19 quilòmetres. La seva superfície és de 365 km².
Va ser batejada per George Vancouver en honor a Charles Jenkinson, baró de Hawkesbury, president de la Junta de Comerç entre 1786 i 1804.